# Dogonowie

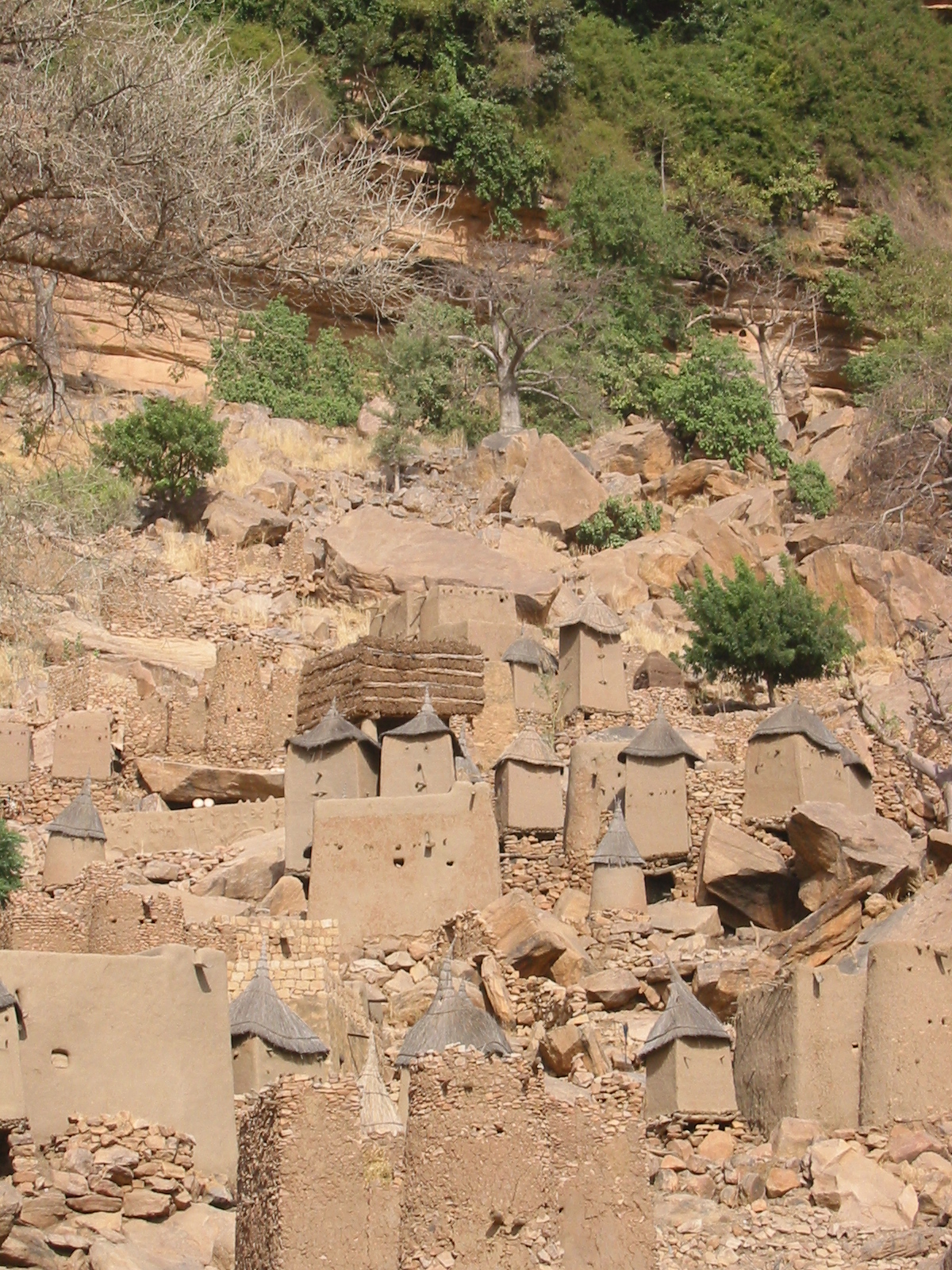
Domy Dogonów (Banani)

Dogonowie, Dogoni (zw. Habe, Kado i Tombo) – negroidalny lud mieszkający w Afryce Zachodniej.
Dogonowie zamieszkują południowo-centralne Mali – okolice Uskoku Bandiagara. Ich odrębna kultura, a zwłaszcza mitologia, od dawna budzi zainteresowanie naukowców, także polskich.
Dogonowie, liczący w samym Mali około 462 tys. osób (1995), są ludem rolniczym, kopieniaczym, żyjącym głównie z uprawy prosa. Językowo, a także częściowo pod względem kultury, należą do grupy woltyjskiej (języki gur z rodziny nigero-kongijskiej).

## Religia
Dogonowie wierzą w boga zwanego Nommo, który był synem stwórcy świata (Amma). Aby oczyścić ludzi z grzechów, rozerwał się na 60 kawałków i po kilku dniach zmartwychwstał, jednakże stracił prącie, które zostało zjedzone przez rybę.